# Anyphaena bromelicola
Espèce
Anyphaena bromelicola est une espèce d'araignées aranéomorphes de la famille des Anyphaenidae.

## Distribution
Cette espèce est endémique du Chiapas au Mexique,. Elle se rencontre à San Cristóbal de Las Casas.

## Description
Le mâle holotype mesure 4,68 mm et la femelle paratype 5,11 mm.

## Publication originale
- Platnick, 1977 : New species and records of the Anyphaena celer group in Mexico (Araneae, Anyphaenidae). Journal of Arachnology, vol. 4, p. 207-210 (texte intégral).